# Renato Seabra
Renato Martins Seabra (Marília, Estat de São Paulo, 25 d'abril de 1978) és un ciclista brasiler professional del 2008 i 2013.

## Palmarès
- 2002
  - Vencedor d'una etapa al Tour de Santa Catarina
- 2006
  - 1r a la Prova Ciclística 9 de Julho
  - Vencedor d'una etapa al Tour de Santa Catarina
- 2007
  - 1r a la Volta del Paranà i vencedor d'una etapa
- 2010
  - 1r al Giro a l'Interior de São Paulo i vencedor d'una etapa
- 2011
  - 1r a la Volta a Gravataí